# Broj 1 singlovi 2005. (Novi Zeland)
Popis broj 1 singlova u 2005. godini u Novom Zelandu prema RIANZ-u. Singl godine je "Axel F" Crazy Froga.

## Popis
| Datum         | Izvođač                         | Skladba                     |
| ------------- | ------------------------------- | --------------------------- |
| 3. siječnja   | Snoop Dogg ft. Pharrell         | "Drop It Like It's Hot"     |
| 10. siječnja  | Snoop Dogg ft. Pharrell         | "Drop It Like It's Hot"     |
| 14. siječnja  | Snoop Dogg ft. Pharrell         | "Drop It Like It's Hot"     |
| 24. siječnja  | Savage                          | "Swing"                     |
| 31. siječnja  | Savage                          | "Swing"                     |
| 7. veljače    | Savage                          | "Swing"                     |
| 14. veljače   | Savage                          | "Swing"                     |
| 21. veljače   | Savage                          | "Swing"                     |
| 28. veljače   | Mario                           | "Let Me Love You"           |
| 7. ožujka     | Mario                           | "Let Me Love You"           |
| 14. ožujka    | Mario                           | "Let Me Love You"           |
| 21. ožujka    | Mario                           | "Let Me Love You"           |
| 28. ožujka    | Mario                           | "Let Me Love You"           |
| 4. travnja    | Savage ft. Akon                 | "Moonshine"                 |
| 11. travnja   | Savage ft. Akon                 | "Moonshine"                 |
| 18. travnja   | Savage ft. Akon                 | "Moonshine"                 |
| 25. travnja   | Savage ft. Akon                 | "Moonshine"                 |
| 2. svibnja    | Savage ft. Akon                 | "Moonshine"                 |
| 9. svibnja    | Savage ft. Akon                 | "Moonshine"                 |
| 16. svibnja   | Savage ft. Akon                 | "Moonshine"                 |
| 23. svibnja   | Black Eyed Peas                 | "Don't Phunk With My Heart" |
| 30. svibnja   | Black Eyed Peas                 | "Don't Phunk With My Heart" |
| 6. lipnja     | Black Eyed Peas                 | "Don't Phunk With My Heart" |
| 13. lipnja    | Akon                            | "Lonely"                    |
| 20. lipnja    | Akon                            | "Lonely"                    |
| 27. lipnja    | Akon                            | "Lonely"                    |
| 4. srpnja     | Akon                            | "Lonely"                    |
| 11. srpnja    | Akon                            | "Lonely"                    |
| 18. srpnja    | Crazy Frog                      | "Axel F"                    |
| 25. srpnja    | Crazy Frog                      | "Axel F"                    |
| 1. kolovoza   | Crazy Frog                      | "Axel F"                    |
| 8. kolovoza   | Crazy Frog                      | "Axel F"                    |
| 15. kolovoza  | Crazy Frog                      | "Axel F"                    |
| 22. kolovoza  | Pussycat Dolls ft. Busta Rhymes | "Don't Cha"                 |
| 29. kolovoza  | Crazy Frog                      | "Axel F"                    |
| 5. rujna      | Crazy Frog                      | "Axel F"                    |
| 12. rujna     | Crazy Frog                      | "Axel F"                    |
| 19. rujna     | Crazy Frog                      | "Axel F"                    |
| 26. rujna     | Crazy Frog                      | "Axel F"                    |
| 3. listopada  | Crazy Frog                      | "Axel F"                    |
| 10. listopada | Rihanna                         | "Pon de Replay"             |
| 17. listopada | Crazy Frog                      | "Popcorn"                   |
| 24. listopada | Rosita Vai                      | "All I Ask"                 |
| 31. listopada | Rosita Vai                      | "All I Ask"                 |
| 7. studenog   | Mattafix                        | "Big City Life"             |
| 14. studenog  | Kanye West ft. Jamie Foxx       | "Gold Digger"               |
| 21. studenog  | Kanye West ft. Jamie Foxx       | "Gold Digger"               |
| 28. studenog  | Black Eyed Peas                 | "My Humps"                  |
| 5. prosinca   | Crazy Frog                      | "Jingle Bells"              |
| 12. prosinca  | Crazy Frog                      | "Jingle Bells"              |
| 19. prosinca  | Crazy Frog                      | "Jingle Bells"              |
| 26. prosinca  | Crazy Frog                      | "Jingle Bells"              |